# فویرط
شهر فویرط (به عربی: فویرط) در شهرداری الشمال در کشور قطر واقع شده‌است. جمعیت این شهر ۱٫۹۷ نفر است.